# Red Bull-Bora-hansgrohe Rookies
Das Team Red Bull-Bora-hansgrohe Rookies ist ein deutsches Radsportteam mit Sitz im österreichischen Niederndorf.

## Organisation und Geschichte
Das Team wurde zur Saison 2025 als Development Team des UCI WorldTeams Red Bull-Bora-hansgrohe ins Leben gerufen und ist als UCI Continental Team lizenziert. Nachdem Red Bull-Bora-hansgrohe 2023 zunächst eine Kooperation im U23-Bereich mit den UCI Continental Teams Lotto-Kern Haus und Tirol KTM eingegangen war, entschied sich das Management – dem allgemeinen Trend im Profiradsport folgend – beginnend ab 2025 ein eigenes Development Team zu betreiben. Geführt wird das Team von den ehemaligen Radrennfahrern Gregor Gazvoda und Fabian Schormair.

## Saison 2025
Mannschaft
| Teamkader 2025          | Teamkader 2025     | Teamkader 2025         | Teamkader 2025                  |
| Name                    | Geburtsdatum       | Land                   | Vorheriges Team                 |
| ----------------------- | ------------------ | ---------------------- | ------------------------------- |
| Adrien Boichis          | 2. Januar 2003     | Frankreich             | Trinity Racing (2024)           |
| Theodor Clemmensen      | 24. August 2006    | Königreich Dänemark    | Team Grenke-Auto Eder (2024)    |
| Davide Donati           | 8. April 2005      | Italien                | Biesse-Carrera (2024)           |
| Paul Fietzke            | 23. Januar 2006    | Deutschland            | Team Grenke-Auto Eder (2024)    |
| Lorenzo Finn            | 19. Dezember 2006  | Italien                | Team Grenke-Auto Eder (2024)    |
| Lennart Jasch           | 14. November 2000  | Deutschland            | MaxSolar Cycling Team (2024)    |
| Marco Martín            | 5. Oktober 2006    | Spanien                | Baqué Cycling Team (2024)       |
| Romet Pajur             | 26. September 2004 | Estland                | Lotto Kern-Haus PSD Bank (2024) |
| Sebastian Putz          | 26. August 2003    | Österreich             | Tirol KTM Cycling Team (2024)   |
| Callum Thornley         | 5. August 2003     | Vereinigtes Königreich | Trinity Racing (2024)           |
| Luke Tuckwell           | 21. Juni 2004      | Australien             | Trinity Racing (2024)           |
|                         |                    |                        |                                 |
| Quelle: ProCyclingStats |                    |                        |                                 |

 Erfolge
| Siege | Siege  | Siege | Siege  | Siege  | Siege |
| Datum | Rennen | Staat | Klasse | Sieger |       |
| ----- | ------ | ----- | ------ | ------ | ----- |

## Platzierungen in der UCI-Weltrangliste
| World Ranking | World Ranking | World Ranking | World Ranking |
| Jahr          | Teamwertung   | Einzelwertung |               |
| ------------- | ------------- | ------------- | ------------- |
|               |               |               |               |
| Quelle: UCI   |               |               |               |